# Alfonso Pecoraro Scanio
Alfonso Pecoraro Scanio (Salerno, 13 marzo 1959) è un avvocato e politico italiano, presidente della Federazione dei Verdi dal 2 dicembre 2001 al 19 luglio 2008, ministro delle politiche agricole e forestali nel governo Amato II e ministro dell'ambiente e della tutela del territorio e del mare nel governo Prodi II.
Attualmente è Presidente del Consiglio Generale della Fondazione UniVerde, docente di Turismo e Sostenibilità presso l'Università degli Studi di Milano-Bicocca e l'Università Tor Vergata di Roma, nonché Presidente del Comitato scientifico della Fondazione Campagna Amica.

## Biografia
Nasce a Salerno il 13 marzo 1959, figlio primogenito di Giuseppe, noto avvocato salernitano, e di Ileana Petretta, insegnante elementare.
Ha due fratelli minori; uno dei due è Marco, laureato in Giurisprudenza, già calciatore professionista e dirigente sportivo, anch'egli impegnato in politica: assessore comunale allo sport e turismo ad Ancona dal 1997 al 2004, poi assessore provinciale allo sport di Salerno dal 2004 al 2006 e infine eletto senatore nel 2006. La sorella Francesca è giornalista professionista, laureata in Scienze politiche e in Psicologia.
Alfonso dopo le scuole dell'obbligo frequenta il liceo classico "Torquato Tasso" di Salerno, dove consegue il diploma nel 1977. Si laurea nel 1982 in Giurisprudenza con una tesi sul diritto di petizione popolare, in diritto pubblico comparato. Da neolaureato, dopo la morte improvvisa del padre, rileva lo studio legale di famiglia ed esercita la professione di avvocato per circa dieci anni.
Dal 1997 è anche giornalista pubblicista, iscritto all'Ordine dei Giornalisti della Campania.

### Formazione politica
Inizia la sua attività politica durante gli studi liceali con i movimenti nonviolenti e radicali. Fonda, con altri, l'Associazione Salernitana del Partito Radicale.
Nel 1979 è eletto presidente del Consiglio Federale del Partito Radicale della Campania e fonda inoltre Radio Radicale a Salerno. Successivamente darà vita a Radio Verde 92 MHz, prima radio all news con notiziari a tematica ambientalista.
Nel 1982 fonda un centro giuridico di denuncia a tutela dei consumatori e l'associazione "Vigilanza Verde", impegnata nella prevenzione antincendio nel Cilento.
Nel 1985 viene eletto al consiglio comunale di Salerno nelle liste dei Verdi e si impegna all'opposizione, mentre nel 1987 è assessore della prima giunta di alleanza tra sinistra e Verdi di Salerno. In seguito approda al consiglio regionale della Campania, dove si impegna per i parchi regionali e la difesa dei suoli agricoli.

### Elezione alla Camera
Alle elezioni politiche del 1992 viene candidato, ed eletto, alla Camera dei deputati tra le liste della Federazione dei Verdi nella circoscrizione Napoli-Caserta. Nello stesso anno viene anche eletto consigliere comunale a Napoli.
Negli anni novanta gode di una notevole esposizione mediatica, partecipando frequentemente a programmi televisivi non solo in qualità di politico ed opinionista, ma anche come ospite di spettacoli d'intrattenimento: canta a un'edizione del Festival di Sanremo e balla alla trasmissione di Rai 2 Furore.
Realizza in Parlamento la prima indagine conoscitiva sugli OGM, sul patrimonio forestale, sulla pesca e sull'acquacoltura. Portano la sua firma alcune leggi per la tutela degli animali, sull'imprenditoria giovanile, sulla riforma dei consorzi agrari, sulla tutela dell'origine dell'olio di oliva prodotto in Italia.

### Ministro delle politiche agricole e forestali
Con la nascita del secondo governo guidato da Giuliano Amato, il 26 aprile 2000 giura nelle mani del Presidente della Repubblica Carlo Azeglio Ciampi come Ministro delle politiche agricole e forestali, il primo esponente dei Verdi, a livello internazionale, a ricoprire l'incarico al dicastero agricolo.

#### Provvedimenti
Da ministro vara la riforma dell'agricoltura italiana (Legge di Orientamento sull'Agricoltura). Adotta il principio di precauzione nel tema della sicurezza alimentare e impedisce la diffusione in Italia degli OGM. Aumenta i fondi per la ricerca in laboratorio e in aree confinate e per la sicurezza dei cittadini nell'emergenza mucca pazza.
Il 2 giugno 2000 dichiara a Panorama la sua bisessualità. Con lui sarà la prima volta che un ministro italiano compie un coming out.

### Presidente della Federazione dei Verdi
Il 2 dicembre 2001 viene eletto presidente della Federazione dei Verdi all'Assemblea Nazionale di Chianciano, con il 74% dei voti, che prendono parte della coalizione de L'Ulivo alle elezioni politiche del 2001. Nello stesso periodo, condivide molte istanze del movimento altermondialista, sostenendone soprattutto le posizioni ambientaliste e pacifiste. Questo percorso porta i Verdi a condividere molte battaglie con Rifondazione Comunista, estranea all'Ulivo.

#### Candidato alle primarie de L'Unione
Nel 2005 è uno dei sette candidati alle elezioni primarie de "L'Unione" del 16 ottobre, giungendo quinto con 95.388 voti (il 2,2% dei consensi), alle spalle dell'ex Presidente del Consiglio Romano Prodi, che divenne candidato premier della coalizione, del segretario di Rifondazione Comunista Fausto Bertinotti, Clemente Mastella dell'UDEUR e Antonio Di Pietro dell'Italia dei Valori.

### Ministro dell'ambiente e della tutela del territorio e del mare

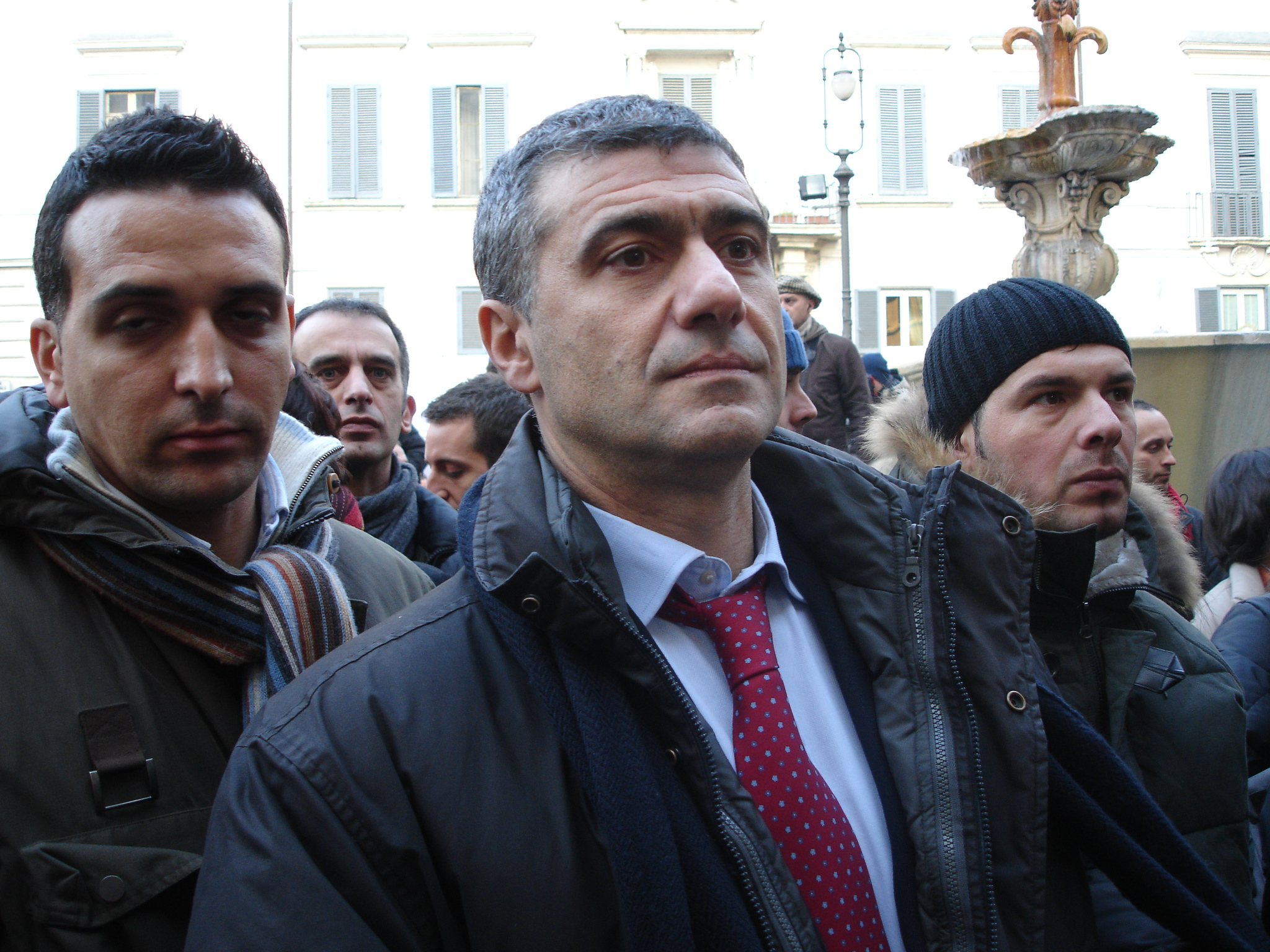
Pecoraro Scanio alla manifestazione per le unioni civili "Tutti in Pacs" a piazza Farnese di Roma il 14 gennaio 2006

Collabora alla stesura del programma dell'Unione per le elezioni politiche del 2006, facendosi portavoce, in maniera particolare, della necessità di un riconoscimento dei diritti per le coppie di fatto (Pacs), del ritiro immediato delle truppe italiane dall'Iraq e della lotta al precariato (mediante l'abrogazione o almeno il superamento della Legge 30/2003).
Numerose polemiche suscita una fotografia pubblicata dai giornali, in cui Pecoraro Scanio viene immortalato mentre ride ai funerali delle vittime dell'Attentato di Nassiriya, il 27 aprile 2006.
Il 17 maggio 2006 diventa Ministro dell'ambiente e della tutela del territorio e del mare nel Governo Prodi II. Durante il suo dicastero, viene attaccato dal collega Antonio Di Pietro che lo accusa indirettamente di praticare, con i Verdi, ostruzionismo sul programma delle grandi opere.

#### Crisi dei rifiuti
Nel 2008 viene presentata in Parlamento una mozione di sfiducia nei suoi confronti dalle forze politiche d'opposizione che lo ritengono tra i principali responsabili della emergenza dei rifiuti in Campania. La mozione, che sarebbe stata appoggiata anche da alcuni esponenti della maggioranza, non arriva al voto alla Camera, per la caduta anticipata del governo Prodi.
Per metterlo al riparo dalle polemiche sul suo coinvolgimento nella crisi dei rifiuti, La Sinistra l'Arcobaleno decide di non ricandidarlo in Campania per le elezioni politiche 2008 e di presentarlo come candidato in Puglia. La lista non supera il quorum richiesto e non elegge alcun deputato.
Nella vicenda dei rifiuti campani è stato sostenuto dal comico Beppe Grillo che, nel suo blog, gli ha dedicato un post intitolato "Il Pecoraro Espiatorio", in cui Pecoraro veniva sollevato dalle responsabilità a lui attribuite per indicare altri responsabili.

### Elezioni comunali a Roma del 2021
Il 19 agosto 2021 annuncia una lista elettorale ecologista-digitale da lui promossa ed animata, per le elezioni amministrative di Roma del 2021 in sostegno della sindaca uscente Virginia Raggi. Il capolista indicato è l'ex ministro del governo Prodi Alessandro Bianchi. La lista Cultura e Innovazione Roma Ecologista raccoglierà 10.328 voti pari all'1,02% senza eleggere alcun consigliere.

## Critiche e controversie

### Accuse di gestione personalistica
Pecoraro Scanio è stato criticato all'interno del partito dei Verdi per la sua gestione definita "personalistica", in particolare in occasione della candidatura al Senato del fratello Marco Pecoraro Scanio come capolista della lista "Insieme con l'Unione" nel collegio della regione Campania nelle elezioni politiche 2006. Il fratello Marco, dopo essere diventato senatore, nelle successive elezioni politiche del 2008 ha però rinunciato a ricandidarsi, al fine di non dare corso ad ulteriori polemiche. Pecoraro Scanio ha sempre risposto duramente ricordando come sia stato, al contrario, il fratello a sostenere i Verdi fin da giovane calciatore professionista.
Precisa inoltre che a fine carriera furono i verdi marchigiani a chiedere la candidatura a Marco per capitalizzare la sua popolarità dopo 3 campionati eccellenti giocati con l'Ancona calcio.
Fu, infatti, eletto con i propri voti nelle Marche sia al consiglio comunale di Ancona nel 1997 e sia per due volte (1998 e 2002) al consiglio provinciale di Ancona. Nel 2004, vista l'esperienza maturata, fu chiamato a guidare l'assessorato provinciale allo sport e qualità della vita di Salerno. Nel 2006 viene indicato sia dai verdi campani che dai verdi marchigiani per la lista del Senato; la lista Verdi-Pdci riesce per poco a raggiungere il quorum nelle Marche e in Campania, territori dov'era noto e apprezzato come calciatore prima e amministratore poi.

### Vicende giudiziarie
Un'inchiesta della procura della Repubblica di Potenza lo ha coinvolto quale ministro dell'Ambiente, indagandolo per associazione a delinquere e corruzione per alcuni rapporti ipotizzati dai magistrati con imprenditori legati allo smaltimento dei rifiuti e al titolare di un'agenzia di viaggi specializzata in vacanze di lusso, affitto di yacht e velivoli oltre che nel provvedere anche a organizzazione di servizi di scorta. Gli atti di chiusura dell'indagine sono stati trasmessi per competenza al Tribunale dei ministri. Pecoraro Scanio avrebbe usufruito di vari favori a titolo di ricompensa per la concessione di appalti ed incarichi di consulenza: voli privati in elicottero, vacanze verso mete esotiche e soggiorni in un hotel di sette stelle a Milano a spese dell'imprenditore che noleggiava i trasporti in elicottero. Inoltre, secondo i magistrati, lo stesso imprenditore avrebbe acquistato un terreno per conto del ministro in località Borghetto sul lago di Bolsena e la locazione di un immobile a Roma che sarebbe dovuta diventare la sede di una fondazione riconducibile al ministro. Pecoraro Scanio ha smentito ogni addebito e la sua difesa si è detta pronta a dimostrare che i viaggi in elicottero privato sono stati effettuati in quanto più economici dei costi degli stessi viaggi compiuti con i mezzi della Forestale.

### Assoluzione
È stato assolto dall'accusa di tentata concussione, assieme all'ex assessore all'Ambiente della Regione Calabria, Diego Tommasi, nell'ambito dell'indagine sulle tangenti che sarebbero state pagate per autorizzare la nascita di alcune centrali elettriche, condotta dal sostituto procuratore Pierpaolo Bruni. L'inchiesta si basava sulle rivelazioni di Antonio Argentino, procuratore della Crotone Power Development una società con capitale americano, già proprietaria di centrali elettriche in Cina e Stati Uniti, che avrebbe voluto realizzare una centrale a Crotone, sul sito dell'ex Pertusola Sud. Secondo Argentino, esisteva un sistema di collusioni tra politici, funzionari e imprenditori, di livello locale e nazionale, per accaparrarsi finanziamenti pubblici o per trasformare le autorizzazioni a costruire centrali elettriche in un vero e proprio mercato.
Le indagini e la successiva archiviazione disposta dal Tribunale di Crotone hanno confermato la sua completa estraneità ai fatti.

## Saggistica
Tra i partecipanti al Forum Sociale Mondiale, è autore dei libri Il Principio di Precauzione, scritto con Grazia Francescato e Le Vie dell'Acqua, in collaborazione con Maurizio Montalto e con la prefazione di padre Alex Zanotelli.